# Fryzja Wschodnia
Fryzja Wschodnia (niem. Ostfriesland), wschodniofryz. Oostfreesland) – region w Dolnej Saksonii, część Fryzji. 
Mieszkańcy używają języka dolnoniemieckiego i gwary Ostfriesisches Platt. Fryzja Wschodnia obejmuje powiaty Aurich, Leer, Wittmund  i miasto Emden. Największymi miastami, poza Emden, są stolice powiatów: Aurich, Leer (Ostfriesland), Norden i Wittmund. Wzdłuż wybrzeża Fryzji Wschodniej znajduje się łańcuch Wysp Wschodniofryzyjskich. Od wschodu do zachodu są to: Wangerooge, Spiekeroog, Langeoog, Baltrum, Norderney, Juist, Borkum.

## Historia

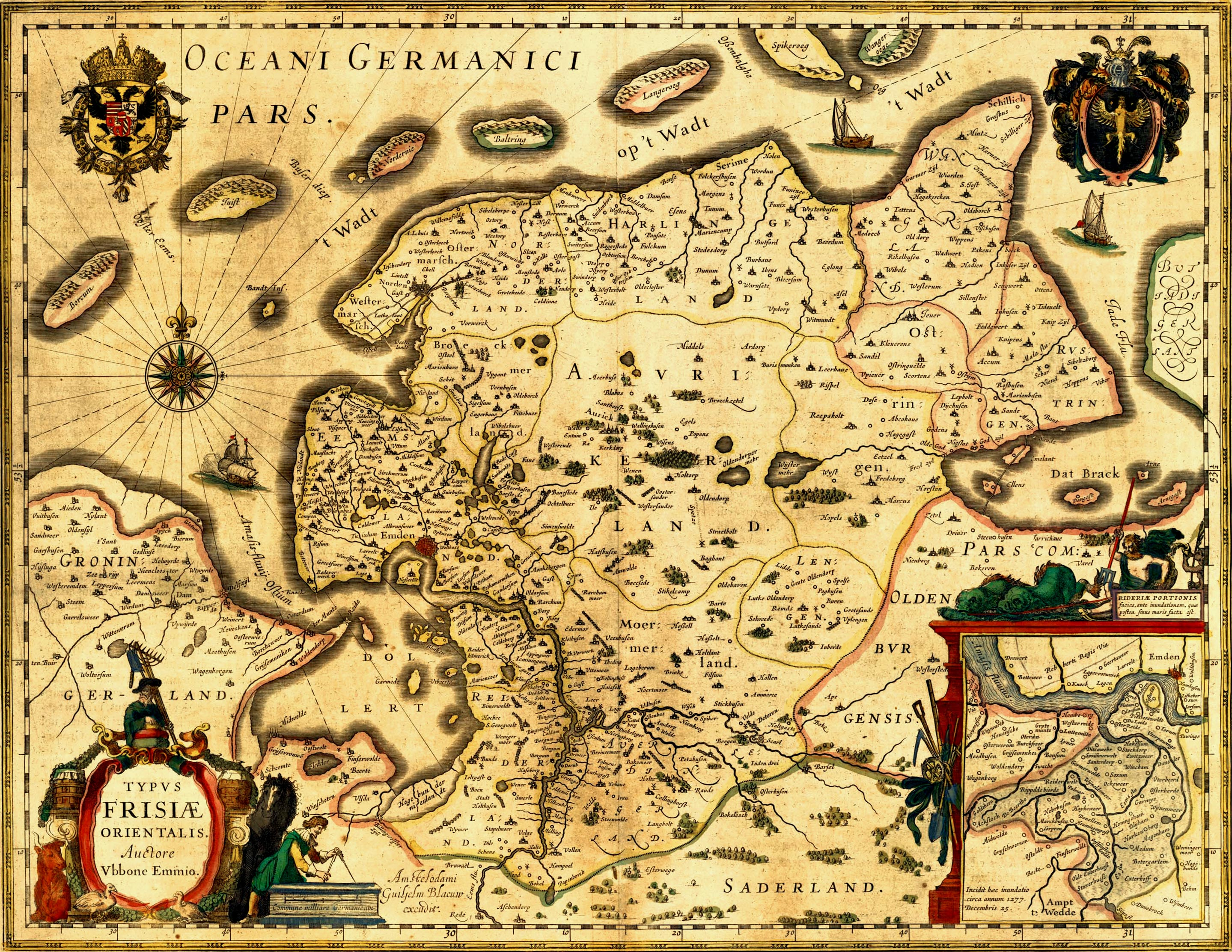
Mapa Hrabstwa Fryzji Wschodniej z ok. 1600 roku

We wczesnym średniowieczu, od ok. 600 do 734 region leżał w granicach niepodległego Królestwa Fryzyjskiego, a następnie pozostawał pod kontrolą Fryzów przed podbojem przez Franków pomiędzy 772 a 785. Następnie w średniowieczu region o szerokiej autonomii w państwie Franków i Świętym Cesarstwie Rzymskim. W latach 1464–1744 region tworzył Hrabstwo Fryzji Wschodniej. Od 1542 do 1548 struktury kościoła kalwińskiego w regionie organizował polski działacz reformacyjny Jan Łaski jako superintendent. Po wygaśnięciu miejscowego rodu książęcego Cirksena region został anektowany przez Prusy. Od 1806 w składzie Królestwa Holandii, od 1810 w granicach Francji. Po porażce Napoleona Bonapartego w 1815 włączony do Królestwa Hanoweru, pozostając do 1837 w unii z Wielką Brytanią. Od 1866 w składzie Prus i wraz z nimi od 1871 część Niemiec. Po II wojnie światowej w brytyjskiej strefie okupacyjnej Niemiec, miasto Leer tymczasowo przynależało do niewielkiej polskiej strefy okupacyjnej.

## Fryzja Wschodnia w kulturze
Z Fryzji Wschodniej pochodzi komik Otto Waalkes, który stworzył postać Fryzyjczyka Otto, bohatera kilku komedii - filmów fabularnych. Ukazało się ponad 20 powieści kryminalnych związanych z regionem.